# 瘤瓢蜡蝉属
瘤瓢蜡蝉属（学名：Tumorofrontus）是瓢蜡蝉科下的一个属。

## 下属物种
本属包括以下物种：
- 平脉瘤瓢蜡蝉 Tumorofrontus parallelicus Che, Zhang et Wang